# Bossa nova (danse)

La Bossa nova est une danse de salon née dans les années 1960 après la commercialisation du style musical du même nom ; elle se danse en couple ou seul. 

## Origines
La danse a été créée quelques années après le style musical Bossa nova mais n'a jamais eu le même succès. Plusieurs artistes ont revendiqué la création de la danse, l'identité de l'initiateur est donc controversée mais elle est souvent attribuée aux studios de danse de Fred Astaire qui ont le plus travaillé sur la danse.